# Довгий Міст (Нижньогородська область)
Довгий Міст (рос. Долгий Мост) — присілок в Ветлузькому районі Нижньогородської області Російської Федерації.
Населення становить 11 осіб. Входить до складу муніципального утворення Туранська сільрада.

## Історія
Від 2009 року входить до складу муніципального утворення Туранська сільрада.

## Населення
| 1999 | 2002 | 2010 |
| ---- | ---- | ---- |
| 23   | ↗24  | ↘11  |